# Дорош Микола Никифорович
Мико́ла Ники́форович До́рош (* 1 січня 1951, Воронівці (Хмільницький район), Вінницька область) — український письменник. Член Національної спілки письменників України від 2023 року.

## Біографія
Народився 1 січня 1951 р. в с. Воронівці тепер Уланівської сільської громади Хмільницького району на Вінниччині. Випускник Вінницького державного педагогічного інституту (1976). Працював учителем історії, директором школи в рідному селі. Дописувач газети «Життєві обрії». Член Всеукраїнського наукового товариства «Просвіта» імені Тараса Шевченка, обласного літературно-мистецького об'єднання імені Василя Стуса.

## Літературна діяльність
Поет, публіцист, краєзнавець. З 2001 року вийшло близько 40 його різножанрових книг, у тому числі: віршованих «Перевесло» (2001), «Свічадо рідної землі» (2007), «Обруски рідної землі» (2014), «В полоні сонця і води» (2015), «Край волошковий» (2020), поема «Кам'яна Буша» (2020); нарисів «Роде наш красний» (2008), публіцистичних творів про Голодомор 1932—1933 рр. «Зламані колоски» (2003), «А пам'ять жива» (2005), «Чорні покоси» (2007), «Запланований мор» (2008), «Червоний терор» (2008), «Барвінковий шепіт» (2018). Автор кількох книг про битву на Сниводі 1362 року, історію Хмільницького краю, публікацій у періодиці, колективних альманахах та збірниках. Упорядник вибраного поета-земляка Валер'яна Тарноградського (2015).
Член НСЖУ. 21 грудня 2023 р. рішенням секретаріату Національної спілки письменників України поповнив її лави.

## Відзнаки
Відмінник освіти України, заслужений учитель України, Почесний громадянин Хмільницького району, кавалер відзнаки «За заслуги перед Вінниччиною» (2023), лауреат премій ім. В. Вовкодава (2020), ім. М. Стельмаха (2023), ім. Л. Гавриша (2024).